# Kybos
Kybos — рід цикадок із ряду клопів.

## Опис
Цикадки довжиною близько 4 мм. Стрункі, зеленуватого забарвлення, дендрофільні, з коротким тіменем, передній край якого дугоподібний. У СРСР понад 30 видів. Іноді розглядаються як підрід роду Empoasca.

## Систематика
У складі роду:
- Kybos abstrusus (Linnavuori, 1949)
- Kybos aetnicola Wagner, 1959
- Kybos austriacus (Wagner, 1949)
- Kybos betulicola (Wagner, 1955)
- Kybos butleri (Edwards, 1908)
- Kybos calyculus (Cerutti, 1939)
- Kybos candelabricus Dlabola, 1958
- Kybos digitatus (Ribaut, 1936)
- Kybos ivanovi (Logvinenko, 1980)
- Kybos ivanovi (Logvinenko, 1980)
- Kybos limpidus (Wagner, 1955)
- Kybos lindbergi (Linnavuori, 1951)
- Kybos mesasiaticus (Zachvatkin, 1953)
- Kybos mucronatus (Ribaut, 1933)
- Kybos oshanini (Zachvatkin, 1953)
- Kybos paraltaica Orosz, 1996
- Kybos perplexus (Ribaut, 1952)
- Kybos populi (Edwards, 1908)
- Kybos rufescens Melichar, 1896
- Kybos smaragdulus (Fallén, 1806)
- Kybos sordidulus (Ossiannilsson, 1941)
- Kybos strigilifer (Ossiannilsson, 1941)
- Kybos strobli (Wagner, 1949)
- Kybos topoli Zachvatkin, 1953
- Kybos virgator (Ribaut, 1933)
- Kybos volgensis Vilbaste, 1961